# Nghĩa Đồng, Nghĩa Hưng
Nghĩa Đồng là xã cũ thuộc huyện Nghĩa Hưng, tỉnh Nam Định, Việt Nam.

## Địa giới hành chính
Xã Nghĩa Đồng nằm ở cực bắc của huyện Nghĩa Hưng và có vị trí khá đặc biệt: gồm hai phần lãnh thổ riêng biệt ngăn cách bởi xã Nghĩa Thịnh.

### Phần lãnh thổ phía bắc
- Phía bắc giáp xã Đại Thắng, huyện Vụ Bản (ranh giới tự nhiên là sông Nam Định) và xã Đồng Sơn, huyện Nam Trực;
- Phía đông giáp xã Đồng Sơn, huyện Nam Trực;
- Phía nam giáp xã Nghĩa Thịnh, huyện Nghĩa Hưng;
- Phía tây giáp xã Yên Phúc, huyện Ý Yên (ranh giới tự nhiên là sông Nam Định).

### Phần lãnh thổ phía nam
- Phía bắc giáp xã Nghĩa Thịnh, huyện Nghĩa Hưng và xã Đồng Sơn, huyện Nam Trực;
- Phía đông giáp các xã Đồng Sơn và Nam Thái, huyện Nam Trực;
- Phía nam giáp xã Nghĩa Thái, huyện Nghĩa Hưng;
- Phía tây giáp xã Nghĩa Thịnh, huyện Nghĩa Hưng.